# سارپ
سارپ (به فرانسوی: Sarp) یک کمون (فرانسه) در فرانسه است که در اکسیتنی واقع شده‌است. سارپ ۱٫۸ کیلومتر مربع مساحت دارد ۴۷۲ متر بالاتر از سطح دریا واقع شده‌است.